# Барстоу (Калифорния)
Барстоу (англ. Barstow) — город в округе Сан-Бернардино, штат Калифорния, США. Население по данным на переписи 2010 года составляет 22 639 человек. В городе размещается Корпус морской пехоты США Барстоу.

## География
Расположен в 89 км к северу от города Сан-Бернардино, в 100 км к юго-западу от города Бейкер и в 210 км к северо-востоку от Лос-Анджелеса. Площадь города составляет 107,2 км².

## Климат
Для января средняя максимальная температура составляет 17 °C, а средняя минимальная — всего 1 °C. Средний максимум июля составляет 39 °C, а средний минимум — 21 °C. В среднем имеется 132 дня в году с температурой 32 °C и выше и 39 дней в году с температурой ниже 0 °C. Средний годовой уровень осадков составляет 110 мм; более половины от этого количества выпадает в зимние месяцы. Снегопады довольно редки, случаются раз в один или два года.
Рекордно высокая температура была зафиксирована 14 июля 1972 года и составила 47 °C. Рекордно низкая температура была отмечена 13 января 1963 года и составила −16 °C. Самым дождливым годом был 1918, тогда выпало 279 мм осадков. Самым засушливым годом был 1904 с 20 мм осадков. Самое большое количество осадков за один месяц выпало в феврале 1998 года и составило 107 мм. Самое большое количество осадков за 24 часа выпало 23 ноября 1906 года и составило 51 мм.

## Население
По данным переписи 2010 года население Барстоу составило 22 639 человек. Средняя плотность населения города составила 211,2 чел/км². Расовый состав: белые (52,3 %), афроамериканцы (14,6 %), коренные американцы (2,1 %), азиаты (3,2 %), океанийцы (1,2 %), представители других рас (18,7 %) и представители двух и более рас (7,8 %). Доля латиноамериканцев любой расы составляет 42,8 %.
Доля лиц в возрасте до 18 лет составляет 29,8 %; лиц от 18 до 24 лет — 11 %; от 25 до 44 лет — 25,3 %; от 45 до 64 лет — 23,3 %; доля лиц в возрасте старше 65 лет — 10,7 %. Средний возраст населения составляет 31,1 год. На каждые 100 женщин в среднем приходится 99,6 мужчин. На каждые 100 женщин в возрасте старше 18 лет приходится 94,9 мужчин.
За период с 2009 по 2013 год средний доход на домашнее хозяйство составлял $42 354; 26,2 % населения жили за чертой бедности.
Динамика численности населения города по годам:
| 1950 | 1960   | 1970   | 1980   | 1990   | 2000   | 2010   |
| ---- | ------ | ------ | ------ | ------ | ------ | ------ |
| 6135 | 11 644 | 17 442 | 17 690 | 21 472 | 21 119 | 22 639 |

## Транспорт
Крупный транспортный узел: в городе пересекаются межштатные шоссе № 40 и № 15, имеется важная сортировочная железнодорожная станция, принадлежащая системе BNSF Railway. Местная транспортная компания Barstow Area Transit (BAT) обеспечивает автобусное сообщение внутри города и в прилегающих районах округа Сан-Бернардино. В 22 км к востоку от города расположен аэропорт для авиации общего назначения Барстоу-Даггетт.